# Il fuggitivo (film 1948)
Il fuggitivo (Escape) è un film del 1948 diretto da Joseph L. Mankiewicz.

## Trama
Matt Denant - ex aviatore della RAF - una notte, ad Hyde Park, interviene per cercare di proteggere una donna dai soprusi di un poliziotto (pervaso da pregiudizi sessisti). Ne nasce uno scontro. Il poliziotto colpisce Matt con un pugno, quest'ultimo ricambia il colpo, per poi chinarsi a recare soccorso all'avversario atterrato: il poliziotto si alza ma inciampa, cade battendo la testa sulla panchina vicina, e muore.
Nel processo, la giuria popolare lo condanna: a Matt (che non nega di aver commesso il reato di resistenza ad un pubblico ufficiale, ma nega di aver assassinato l'agente) vengono comminati – consideranto tutte le attenuanti – tre anni di reclusione. E Matt comincia a dubitare dell'equità della giustizia britannica. Infatti di lì a poco evade. Il carcere in cui era rinchiuso si trovava in campagna, circondato da una regione acquitrinosa, che rendeva difficile agli evasi (egli non era sicuramente il primo) non essere riacciuffati in breve tempo. 
E la stessa sorte tocca a lui, dopo una serie di perigliose avventure, nel corso delle quali solo Dora Winton – una giovane residente del luogo, dotata di uno spirito non conformista  – cercherà di aiutarlo (e con la quale egli inizierà una storia d'amore). L'ultimo rifugio di Matt, ferito, braccato da polizia e squadracce di giustizieri locali, è una chiesa. Uscendo dal portale della quale Matt alla fine si costituisce e si consegna alla polizia, obbedendo in tal modo al proprio sentimento di giustizia, lo stesso – gli farà notare il prete al quale egli aveva raccontato la propria storia – che lo aveva indotto a prendere le difese della donna nel parco londinese.    